# وولنویه (آدیغیه)
وولنویه (به لاتین: Volnoye) یک منطقهٔ مسکونی در روسیه است که در شهرستان کوشخابلسکی واقع شده‌است. وولنویه ۳٬۵۹۵ نفر جمعیت دارد.